# Dals socken
Dals socken i Ångermanland ingår sedan 1974 i Kramfors kommun och motsvarar från 2016 Dals distrikt.
Socknens areal är 117,0 kvadratkilometer, varav 111,10 land. År 2000 fanns här 404 invånare. Kyrkbyn Kyrkdal med sockenkyrkan Dals kyrka ligger i socknen. 

## Administrativ historik
Dals socken har medeltida ursprung.
Vid kommunreformen 1862 övergick socknens ansvar för de kyrkliga frågorna till Dals församling och för de borgerliga frågorna bildades Dals landskommun. Landskommunen inkorporerades 1952 i Ytterlännäs landskommun som 1974 uppgick i Kramfors kommun.
1 januari 2016 inrättades distriktet Dal, med samma omfattning som församlingen hade 1999/2000.  
Socknen har tillhört fögderier, tingslag och domsagor enligt vad som beskrivs i artikeln Ångermanland.  De indelta båtsmännen tillhörde Andra Norrlands förstadels båtsmanskompani.

## Geografi
Socknen ligger kring Dalsån och Lesjön väster om "egentliga" Ådalen. Socknen har odlingsbygd vid vattendragen och är i övrigt en kuperad skogsbygd.
Socknen genomkorsas från sydost mot nordväst av riksväg 90 på dess sträcka Kramfors - Sollefteå.

### Geografisk avgränsning
Socknens sydligaste punkt ligger i Valasjön (99 m ö.h.). Strax norr om sjön ligger Lövsjöhöjden (353 m ö.h.) och öster om detta berg ligger Lövsjön på gränsen mot Ytterlännäs. Vid Lövsjöns strand ligger byn Lövsjöudden. I söder gränsar socknen mot Ytterlännäs socken. I väster ligger Tunsjön (132 m ö.h.) och vid dess östra strand ligger byn med samma namn. I skogsområdet väster om Tunsjön ligger socknens västligaste punkt vid Ladvattentjärnens (205 m ö.h.) västra spets. Här i väster gränsar Dals socken mot en avskiljd enklav av Torsåkers socken. Området vid Tunsjöns norra ände ligger i en annan friliggande enklav av Ytterlännäs socken. I Tunsjöån (som avvattnar Tunsjön mot norr) ligger "fyrsockenmötet" Dal-Ytterlännäs (enklav)-Multrå-Sånga socknar. Från denna punkt gränsar Dals socken (gränsen går mot nordost) på en sträcka av blott cirka 500 meter mot Sånga socken, därefter gränsar Dal mot Överlännäs socken. Multrå, Sånga samt Överlännäs ligger samtliga i Sollefteå kommun. Här i socknens västra del ligger bl.a. Åtjärnkullen (290 m ö.h.). Dals socken gränsar mot Överlännäs på en sträcka av cirka 10 km. Strax nordväst om Mosjön passerar riksväg 90 sockengränsen och strax öster om Lökomsberget ligger "tresockenmötet" Dal-Överlännäs-Boteå. I denna del av socknen ligger bergshöjderna nhalla samt Barfjället. Dal gränsar mot Boteå socken (Sollefteå kommun) endast cirka 300 meter i riktning mot öster. Sedan ligger "tresockenmötet" Dal-Boteå-Torsåker lite längre ned i dalgången öster om Lökomsberget. Härifrån gränsar Dals socken i nordost mot Torsåkers socken. Strax söder om Dragåsen ligger "tresockenmötet" Dal-Torsåker-Ytterlännäs. 
Bland byarna i Dalsåns dalgång kan nämnas kyrkbyn, som heter Kyrkdal och ligger strax nordost om Dals kyrka. Vidare räknat från nordväst ligger Mosjön, Hällsjö, Kärr, Mo, Flögsätter, Mällby, Ållsta, Norum, Ärsta samt i sydost Hållsätter. Alla ligger vid eller i närheten av riksväg 90.

## Fornlämningar
I Dals socken ligger mellan tio och femton gravhögar. De är från järnåldern. Man räknar med att minst lika många har förstörts genom tiderna.

## Namnet
Namnet (1488 Daal) kommer från den dal kyrkan ligger.

## Befolkningsutveckling
| Befolkningsutvecklingen i Dals socken 1810–1990                                                          | Befolkningsutvecklingen i Dals socken 1810–1990 | Befolkningsutvecklingen i Dals socken 1810–1990 | Befolkningsutvecklingen i Dals socken 1810–1990 | Befolkningsutvecklingen i Dals socken 1810–1990 |
| --- | ----------------------------------------------- | ----------------------------------------------- | ----------------------------------------------- | ----------------------------------------------- |
| |                                                 |                                                 |                                                 |                                                 |
| År |                                                 |                                                 | Folkmängd                                       |                                                 |
| 1810 | 1810                                            |                                                 | 474                                             |                                                 |
| 1820 | 1820                                            |                                                 | 574                                             |                                                 |
| 1830 | 1830                                            |                                                 | 642                                             |                                                 |
| 1840 | 1840                                            |                                                 | 631                                             |                                                 |
| 1850 | 1850                                            |                                                 | 692                                             |                                                 |
| 1860 | 1860                                            |                                                 | 758                                             |                                                 |
| 1870 | 1870                                            |                                                 | 723                                             |                                                 |
| 1880 | 1880                                            |                                                 | 839                                             |                                                 |
| 1890 | 1890                                            |                                                 | 1 045                                           |                                                 |
| 1900 | 1900                                            |                                                 | 1 106                                           |                                                 |
| 1910 | 1910                                            |                                                 | 1 196                                           |                                                 |
| 1920 | 1920                                            |                                                 | 1 241                                           |                                                 |
| 1930 | 1930                                            |                                                 | 1 278                                           |                                                 |
| 1940 | 1940                                            |                                                 | 1 224                                           |                                                 |
| 1950 | 1950                                            |                                                 | 1 134                                           |                                                 |
| 1960 | 1960                                            |                                                 | 883                                             |                                                 |
| 1970 | 1970                                            |                                                 | 642                                             |                                                 |
| 1980 | 1980                                            |                                                 | 509                                             |                                                 |
| 1990 | 1990                                            |                                                 | 469                                             |                                                 |
| Anm: Källor: Umeå universitet - Tabellverket 1749-1859, Demografiska databasen, CEDAR, Umeå universitet. |                                                 |                                                 |                                                 |                                                 |